# Campeonato Mundial de Natação em Piscina Curta de 2022 - 50 m borboleta masculino
A prova dos 50 metros nado borboleta masculino do Campeonato Mundial de Natação em Piscina Curta de 2022 foi disputada entre os dias 13 e 14 de dezembro de 2022, no Melbourne Sports and Aquatics Centre, em Melbourne, na Austrália.

## Recordes
Antes desta competição, os recordes mundiais e do campeonato nesta prova eram os seguintes:
|                       | Nome                             | Nacionalidade  | Tempo | Local          | Data                                      |
| --------------------- | -------------------------------- | -------------- | ----- | -------------- | ----------------------------------------- |
| Recorde mundial       | Nicholas SantosSzebasztián Szabó | Brasil Hungria | 21.75 | Budapeste Cazã | 6 de outubro de 20186 de novembro de 2021 |
| Recorde do campeonato | Nicholas Santos                  | Brasil         | 21.81 | Hangzhou       | 15 de dezembro de 2018                    |

Os seguintes recordes mundiais ou do campeonato foram estabelecidos durante esta competição:
| Data           | Evento | Nome            | Nacionalidade | Tempo | Notas                 |
| -------------- | ------ | --------------- | ------------- | ----- | --------------------- |
| 14 de dezembro | Final  | Nicholas Santos | Brasil        | 21.78 | Recorde do campeonato |

## Medalhistas
| Ouro                  | Prata           | Bronze                  |
| Nicholas Santos (BRA) | Noè Ponti (SUI) | Szebasztián Szabó (HUN) |

## Cronograma
Todos os horários são locais (UTC+11). 
| Data           | Hora  | Evento        |
| -------------- | ----- | ------------- |
| 13 de dezembro | 12:12 | Eliminatórias |
| 13 de dezembro | 19:55 | Semifinal     |
| 14 de dezembro | 21:20 | Final         |

## Resultados

### Eliminatórias
As eliminatórias ocorreram no dia 13 de dezembro com início às 12:12.
| Colocação | Bateria | Raia | Nadador                    | Nacionalidade                  | Tempo | Notas            |
| --------- | ------- | ---- | -------------------------- | ------------------------------ | ----- | ---------------- |
| 1         | 9       | 2    | Noè Ponti                  | Suíça                          | 22.01 | Q,               |
| 1         | 10      | 3    | Teong Tzen Wei             | Singapura                      | 22.01 | Q,               |
| 3         | 10      | 4    | Szebasztián Szabó          | Hungria                        | 22.07 | Q                |
| 4         | 8       | 4    | Dylan Carter               | Trinidad e Tobago              | 22.11 | Q                |
| 5         | 10      | 6    | Marius Kusch               | Alemanha                       | 22.19 | Q                |
| 6         | 10      | 1    | Matthew Temple             | Austrália                      | 22.30 | Q                |
| 7         | 8       | 5    | Chad le Clos               | África do Sul                  | 22.31 | Q                |
| 8         | 8       | 6    | Ilya Kharun                | Canadá                         | 22.32 | Q,               |
| 8         | 10      | 5    | Matteo Rivolta             | Itália                         | 22.32 | Q                |
| 10        | 7       | 4    | Michael Andrew             | Estados Unidos                 | 22.34 | Q                |
| 11        | 8       | 3    | Takeshi Kawamoto           | Japão                          | 22.38 | Q                |
| 12        | 10      | 2    | Daniel Zaitsev             | Estónia                        | 22.41 | Q                |
| 13        | 9       | 1    | Simon Bucher               | Áustria                        | 22.44 | Q,               |
| 14        | 9       | 4    | Nicholas Santos            | Brasil                         | 22.46 | Q                |
| 15        | 9       | 7    | Youssef Ramadan            | Egito                          | 22.50 | Q,               |
| 16        | 8       | 7    | Florent Manaudou           | França                         | 22.53 | DES              |
| 16        | 9       | 3    | Nyls Korstanje             | Países Baixos                  | 22.53 | DES              |
| 18        | 8       | 2    | Yuya Tanaka                | Japão                          | 22.54 |                  |
| 19        | 9       | 5    | Thomas Ceccon              | Itália                         | 22.57 |                  |
| 20        | 5       | 6    | Karol Ostrowski            | Polónia                        | 22.71 |                  |
| 21        | 9       | 6    | Ümitcan Güreş              | Turquia                        | 22.75 |                  |
| 22        | 9       | 8    | Jakub Majerski             | Polónia                        | 22.80 |                  |
| 23        | 5       | 4    | Mario Mollà                | Espanha                        | 22.83 |                  |
| 24        | 6       | 8    | Jan Sefl                   | Chéquia                        | 22.84 |                  |
| 25        | 6       | 3    | Gabriel Santos             | Brasil                         | 22.89 |                  |
| 26        | 5       | 7    | Meiron Cheruti             | Israel                         | 22.90 |                  |
| 26        | 6       | 5    | Nikola Miljenić            | Croácia                        | 22.90 |                  |
| 26        | 7       | 6    | Cameron Gray               | Nova Zelândia                  | 22.90 |                  |
| 29        | 7       | 8    | Andrii Govorov             | Ucrânia                        | 22.92 |                  |
| 30        | 10      | 7    | Nicholas Lia               | Noruega                        | 23.00 |                  |
| 31        | 7       | 3    | Oskar Hoff                 | Suécia                         | 23.01 |                  |
| 32        | 6       | 7    | Adilbek Mussin             | Cazaquistão                    | 23.09 | Recorde nacional |
| 33        | 8       | 8    | Abdelrahman Sameh          | Egito                          | 23.11 |                  |
| 34        | 6       | 4    | Josif Miladinov            | Bulgária                       | 23.17 |                  |
| 35        | 5       | 3    | Lewis Burras               | Reino Unido                    | 23.18 |                  |
| 36        | 7       | 1    | Ng Cheuk Yin               | Hong Kong                      | 23.19 |                  |
| 37        | 7       | 2    | Ádám Halás                 | Eslováquia                     | 23.29 |                  |
| 38        | 5       | 1    | Julien Henx                | Luxemburgo                     | 23.30 |                  |
| 38        | 7       | 7    | Kristian Gkolomeev         | Grécia                         | 23.30 |                  |
| 40        | 6       | 1    | Ben Hockin                 | Paraguai                       | 23.32 |                  |
| 40        | 10      | 8    | José Martínez              | México                         | 23.32 |                  |
| 42        | 6       | 6    | Daniel Gracík              | Chéquia                        | 23.36 |                  |
| 43        | 5       | 5    | Clayton Jimmie             | África do Sul                  | 23.41 |                  |
| 44        | 7       | 5    | Alberto Lozano             | Espanha                        | 23.43 |                  |
| 45        | 5       | 8    | Eldor Usmonov              | Uzbequistão                    | 23.50 |                  |
| 46        | 6       | 2    | Artur Barseghyan           | Armênia                        | 23.65 |                  |
| 47        | 5       | 2    | Wang Kuan-hung             | Taipé Chinesa                  | 23.68 |                  |
| 48        | 4       | 5    | Jesse Ssengonzi            | Uganda                         | 23.79 | Recorde nacional |
| 49        | 2       | 6    | Andrei Anghel              | Roménia                        | 23.85 |                  |
| 50        | 4       | 4    | Abeku Jackson              | Gana                           | 23.87 |                  |
| 51        | 4       | 6    | Bernat Lomero              | Andorra                        | 24.29 |                  |
| 52        | 4       | 2    | Ayman Kelzi                | Síria                          | 24.34 | Recorde nacional |
| 53        | 4       | 8    | Kokoro Frost               | Samoa                          | 25.03 |                  |
| 54        | 3       | 3    | Epeli Herbert Jordan Rabua | Fiji                           | 25.60 |                  |
| 55        | 3       | 5    | Filipe Gomes               | Malawi                         | 25.90 |                  |
| 56        | 1       | 4    | Aryen Muravvej             | Federação de membros suspensos | 26.59 |                  |
| 57        | 3       | 6    | Alassane Seydou Lancina    | Níger                          | 26.63 |                  |
| 58        | 3       | 2    | Nathaniel Noka             | Papua-Nova Guiné               | 26.85 |                  |
| 59        | 3       | 7    | Troy Pina                  | Cabo Verde                     | 26.90 |                  |
| 60        | 1       | 5    | Shahbaz Khan               | Paquistão                      | 27.41 |                  |
| 61        | 2       | 2    | Travis Dui Sakurai         | Palau                          | 28.20 |                  |
| 62        | 3       | 1    | Fahim Anwari               | Afeganistão                    | 28.48 |                  |
| 63        | 3       | 8    | Simanga Dlamini            | Essuatíni                      | 28.70 |                  |
| 64        | 1       | 3    | Pap Jonga                  | Gâmbia                         | 29.20 |                  |
| 65        | 2       | 3    | Ezuldeen Qatat             | Líbia                          | 29.48 |                  |
| 66        | 2       | 5    | Magnim Jordano Daou        | Togo                           | 34.76 |                  |
| 67        | 3       | 4    | Aidan Carroll              | Gibraltar                      | DSQ   | DSQ              |
| 67        | 2       | 4    | Ibrahim Mohamed            | Comores                        | DNS   | DNS              |
| 67        | 2       | 7    | Sheku Bangura              | Serra Leoa                     | DNS   | DNS              |
| 67        | 4       | 1    | Matthew Lawrence           | Moçambique                     | DNS   | DNS              |
| 67        | 4       | 3    | Lamar Taylor               | Bahamas                        | DNS   | DNS              |
| 67        | 4       | 7    | Akalanka Peiris            | Sri Lanka                      | DNS   | DNS              |
| 67        | 8       | 1    | Chen Juner                 | China                          | DNS   | DNS              |

Desempate
Uma prova extra foi realizada no dia 13 de dezembro às 13:33 para a definição do último semifinalista.
| Colocação | Raia | Nadador          | Nacionalidade | Tempo | Notas |
| --------- | ---- | ---------------- | ------------- | ----- | ----- |
| 1         | 4    | Florent Manaudou | França        | 22.31 | Q     |
| 2         | 5    | Nyls Korstanje   | Chéquia       | 22.35 |       |

### Semifinal
A semifinal ocorreu no dia 13 de dezembro com início às 19:55.
| Colocação | Bateria | Raia | Nadador           | Nacionalidade     | Tempo | Notas            |
| --------- | ------- | ---- | ----------------- | ----------------- | ----- | ---------------- |
| 1         | 2       | 5    | Szebasztián Szabó | Hungria           | 21.90 | Q                |
| 2         | 1       | 5    | Dylan Carter      | Trinidad e Tobago | 22.02 | Q                |
| 3         | 2       | 4    | Noè Ponti         | Suíça             | 22.04 | Q                |
| 4         | 1       | 1    | Nicholas Santos   | Brasil            | 22.08 | Q                |
| 5         | 2       | 6    | Chad le Clos      | África do Sul     | 22.09 | Q                |
| 6         | 2       | 3    | Marius Kusch      | Alemanha          | 22.14 | Q                |
| 7         | 1       | 4    | Teong Tzen Wei    | Singapura         | 22.18 | Q                |
| 8         | 1       | 6    | Ilya Kharun       | Canadá            | 22.28 | DES, WJ,         |
| 8         | 1       | 7    | Daniel Zaitsev    | Estónia           | 22.28 | DES,             |
| 10        | 2       | 8    | Youssef Ramadan   | Egito             | 22.32 | Recorde nacional |
| 11        | 2       | 1    | Simon Bucher      | Áustria           | 22.35 | Recorde nacional |
| 12        | 1       | 3    | Matthew Temple    | Austrália         | 22.37 |                  |
| 12        | 1       | 8    | Florent Manaudou  | França            | 22.37 |                  |
| 14        | 1       | 2    | Michael Andrew    | Estados Unidos    | 22.47 |                  |
| 15        | 2       | 7    | Takeshi Kawamoto  | Japão             | 22.50 |                  |
| 16        | 2       | 2    | Matteo Rivolta    | Itália            | DSQ   | DSQ              |

Desempate
Uma segunda prova extra foi realizada no dia 14 de dezembro às 10:55 para a definição do último finalista.
| Colocação | Raia | Nadador        | Nacionalidade | Tempo | Notas   |
| --------- | ---- | -------------- | ------------- | ----- | ------- |
| 1         | 5    | Daniel Zaitsev | Estónia       | 22.15 | Q,      |
| 2         | 4    | Ilya Kharun    | Canadá        | 22.28 | = WJ, = |

### Final
A final foi realizada no dia 14 de dezembro com início às 21:20.
| Colocação         | Raia | Nadador           | Nacionalidade     | Tempo | Notas                 |
| ----------------- | ---- | ----------------- | ----------------- | ----- | --------------------- |
| Medalha de ouro   | 6    | Nicholas Santos   | Brasil            | 21.78 | Recorde do campeonato |
| Medalha de prata  | 3    | Noè Ponti         | Suíça             | 21.96 | Recorde nacional      |
| Medalha de bronze | 4    | Szebasztián Szabó | Hungria           | 21.98 |                       |
| 4                 | 1    | Teong Tzen Wei    | Singapura         | 22.01 | =                     |
| 5                 | 2    | Chad le Clos      | África do Sul     | 22.11 |                       |
| 6                 | 5    | Dylan Carter      | Trinidad e Tobago | 22.14 |                       |
| 7                 | 7    | Marius Kusch      | Alemanha          | 22.17 |                       |
| 8                 | 8    | Daniel Zaitsev    | Estónia           | 22.38 |                       |

Legenda
| Recorde mundial       | Recorde mundial (World record)               |                       | Recorde africano                      | Recorde africano (African) |                                           | Q | Classificado por posição (Qualified) |
| Recorde do campeonato | Recorde do campeonato (Championship record)  | Recorde da América    | Recorde da América (Americas)         | q                          | Classificado por melhor tempo (Qualified) |   |                                      |
| Melhor marca do ano   | Melhor marca do ano (World leading)          | Recorde asiático      | Recorde asiático (Asian)              | DNS                        | Não largou (Did not start)                |   |                                      |
| Recorde nacional      | Recorde nacional (National record)           | Recorde europeu       | Recorde europeu (European)            | DNF                        | Não terminou (Did not finish)             |   |                                      |
| Recorde pessoal       | Recorde pessoal do atleta (Personal best)    | Recorde da Oceania    | Recorde da Oceania (Oceania)          | DSQ / DQ                   | Desclassificado (Disqualified)            |   |                                      |
| Recorde da temporada  | Recorde da temporada do atleta (Season best) | Recorde sul-americano | Recorde sul-americano (South America) | NM                         | Sem marca (No mark)                       |   |                                      |